# 노스할리우드역

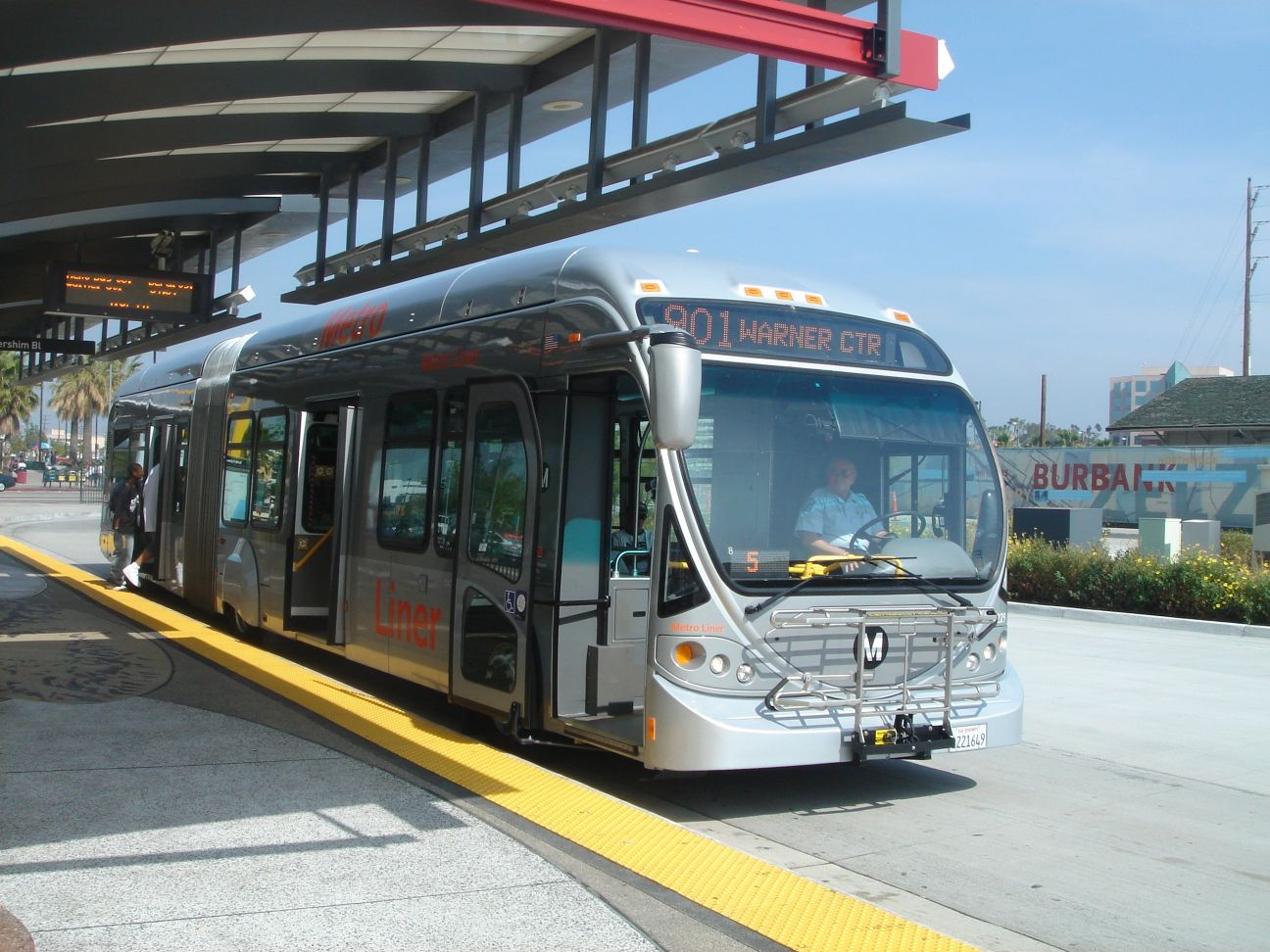
주황선 버스

노스할리우드역 (North Hollywood Station)은 로스앤젤레스 군 광역철도의 빨간선과 로스앤젤레스 메트로 버스웨이의 주황선의 역중 하나이다.
로스앤젤레스의 샌퍼넌도밸리에 있는 노스헐리우드 지구의 랭커심 대로와 챈들러 대로의 교차점에 위치하고 있다. 빨간선의 북쪽 종착역이자, 주황선의 동쪽 종착역이다.

## 역 구조
| 지상1층 | 길거리                              | 출입구 (내려감), 메트로 버스 정류장                                                     |
| 지상1층 | 상대식 승강장, 오른쪽 출입문이 열림 |                                                                                         |
| 지상1층 | 주황선                              | ← 로럴캐니언역 Laurel Canyon Station ← 채츠워스역행 (종착점행)                          |
| 지하1층 |                                     | 출입구 (올라감), 표 사는 곳, 개찰구                                                     |
| 지하2층 | 빨간선                              | → 유니버설시티/스튜디오시티 역 Universal City/Studio City station → 유니언역행 (기점행) |
| 지하2층 | 섬식 승강장, 왼쪽 출입문이 열림     |                                                                                         |
| 지하2층 | 빨간선                              | → 유니버설시티/스튜디오시티 역 Universal City/Studio City station → 유니언역행 (기점행) |

### 열차 및 BRT 운행 정보
빨간선 운행 시간은 매일 약 오전 4시 30분부터 오전 1시까지이다.
메트로 라이너 주황선 BRT(간선급행버스체계) 운행 시간은 매일 약 오전 4시부터 오전 1시까지이다.

### 지하 통로
메트로는 랭커심 대로의 서쪽에 두 번째 출구를 건설했는데, 지하 통로를 통해 주황선(간선급행버스체계)와 빨간선(지하 중전철) 사이를 환승할 수 있다. 이 지하 통로는 2016년 8월에 완공되었다.

## 위치
노스할리우드 역은 역과 주차장의 서쪽 경계를 형성하는 랭커심 대로에 위치하고 있으며, 챈들러 Boulevard에 의해 남쪽면에 접경되어있다. 버뱅크 대로의 남쪽으로 한 블록에,(버뱅크 경계에 있지는 않다.) 바인랜드 애비뉴에서 서쪽으로 한 블록 위치한다.(바인랜드 경계에 있지는 않다.) 역은 로스앤젤레스의 샌퍼넌도밸리 구역의 같은 이름의 지구에 위치해 있다.

### 대중교통 지향 개발
2000년에 개통된 이래로 대중교통 지향 개발이 역 주변에 건설되기 시작했다. 노호 타워(NoHo Tower, 15층짜리 아파트 건물)가 역 건너편에 있으며, 노호 커먼스(NoHo Commons)는 여러 층으로 구성된 아파트로 여러 층의 소매점이 있다. 2007년 9월, 운송 당국은 로스앤젤레스 군 역사상 가장 큰 "대중 교통 중심" 개발인 노호 아트 웨이브(NoHo Art Wave)를 승인했다. 13 억 달러 규모의 아파트, 소매 및 고층 오피스 타워 복합체로, 15.6 에이커 (63,000 m2)에 1,700,000 제곱피트 (160,000 m2) 이상의 개발이 이루어졌다. 이 프로젝트는 경기 침체로 시작되지 않았지만, 2016년 로스앤젤레스 군 교통국과의 공공-민간 파트너십이 역 주변의 16 에이커 (6.5 ha) 공간에 제안되었다.

### 랭커심 차고지

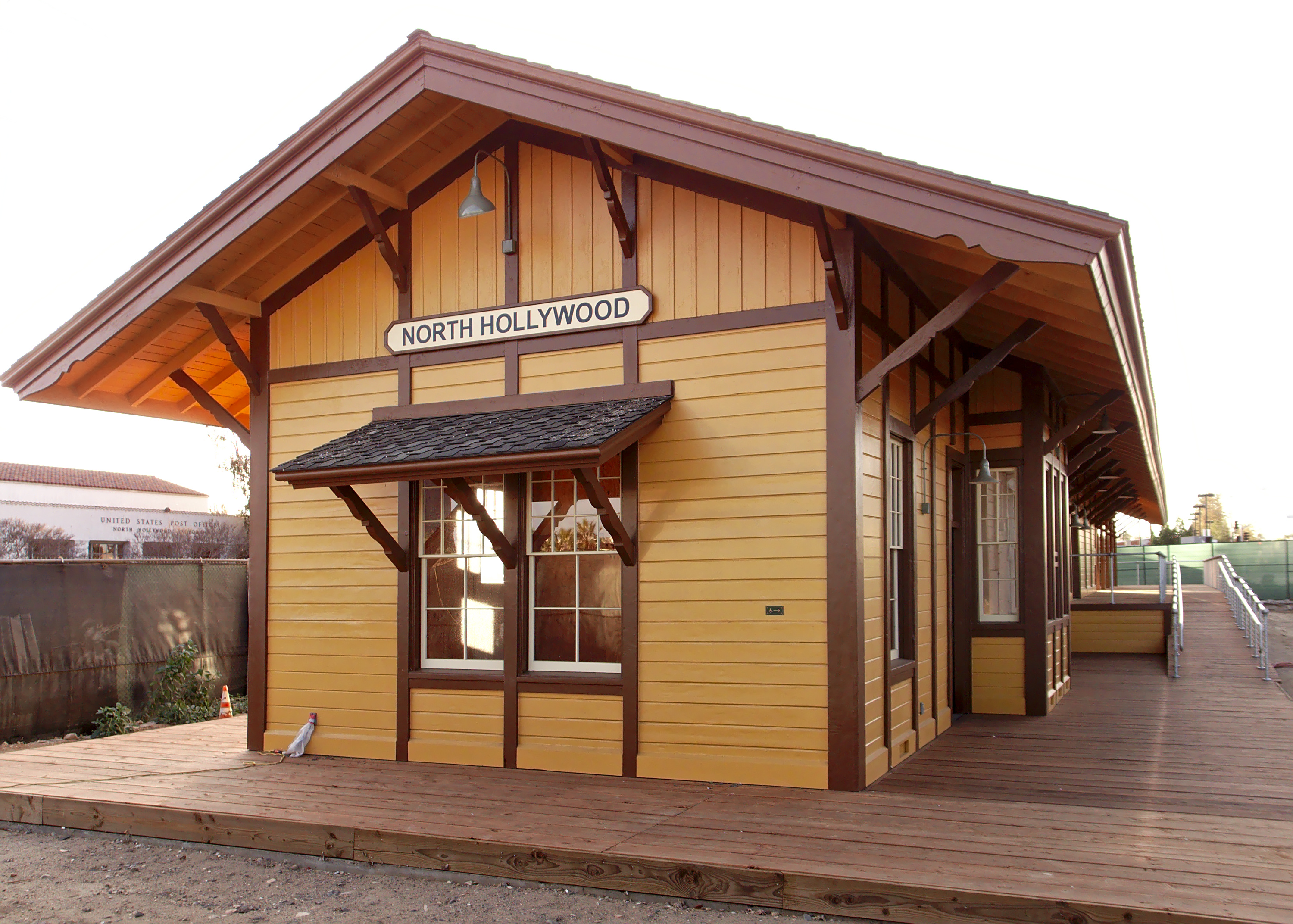
2014년에 복구된 차고지

남부 태평양 철도는 1896년 현재의 주황선 승강장에 인접한 지대에서 랭커심 차고지를 건조했다. 1911년 노스할리우드 선(North Hollywood Line)이 개설된 이후 퍼시픽 전기 시스템에서 정지했다. 2014년에 이 역은 360만 달러의 비용으로 복구되었으며, 현재 커피숍이 들어서있다.

## 연결 가능한 버스노선

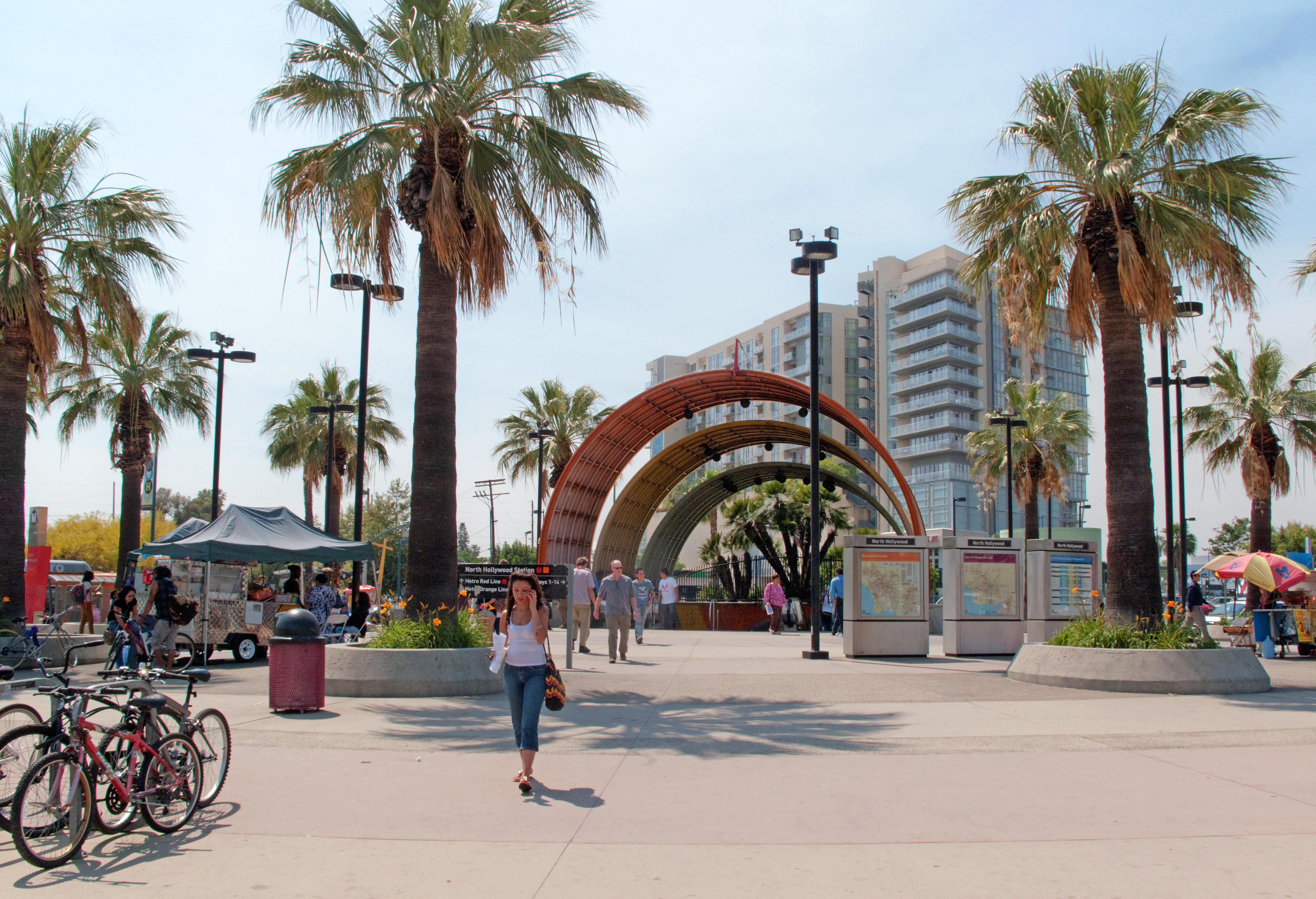
빨간선 승강장 입구.

- 메트로 로컬: 152, 154, 162, 183, 224, 237, 353, 656 (심야전용)
- 메트로 익스프레스: 501
- 밥 호프 공항 셔틀 (주말 & 공휴일 전용, 슈퍼셔틀에서 운영하는 무료 주문형 밴 서비스, 예약 권장)
- 버뱅크 버스: 노호 공항, 노호 미디어 디스트릭트
- 시티오브샌타클래라 트랜싯: 757
- LADOT 커뮤터 익스프레스: 549 (랭커심 & 챈들러 정차)

## 인근 역세권
- 메트로 오렌지 라인 자전거 경로 - 역에 인접하며, 서쪽 방향으로 간다.
- 노호 아츠 디스트릭트
- 밀레니엄 댄스 컴플렉스

## 사진

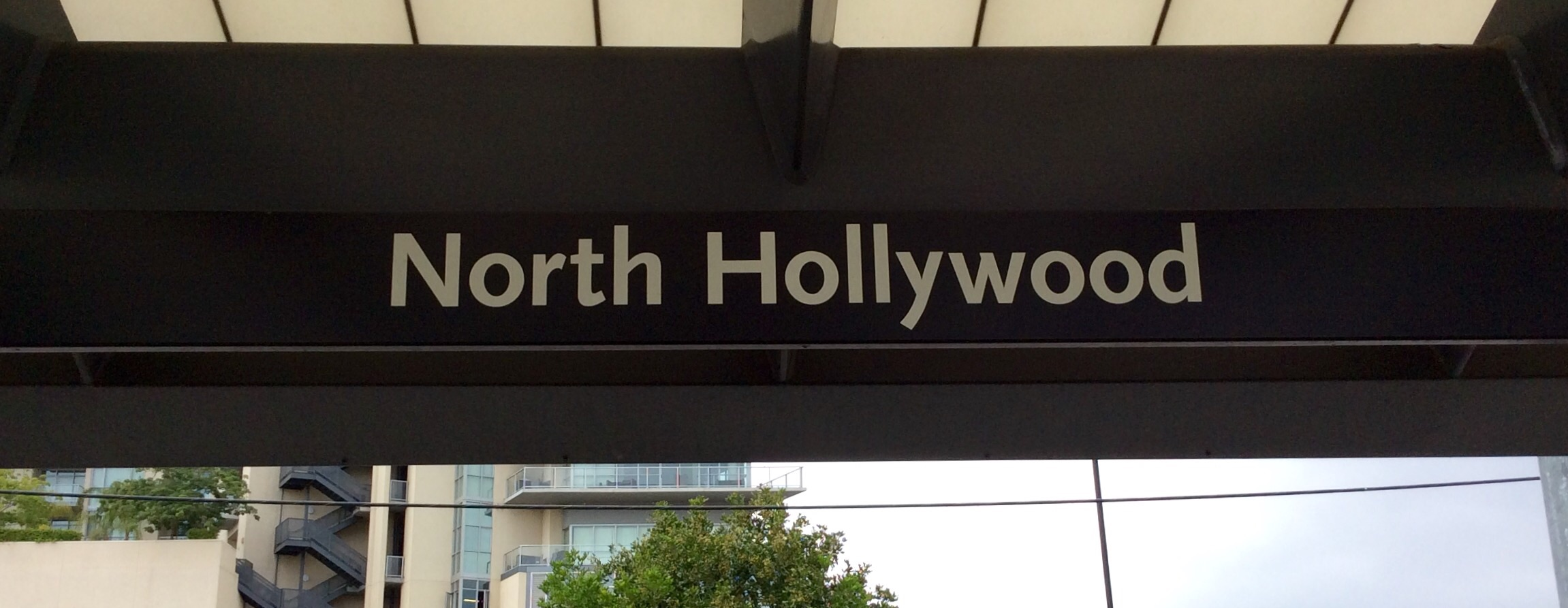
주황선 역명판
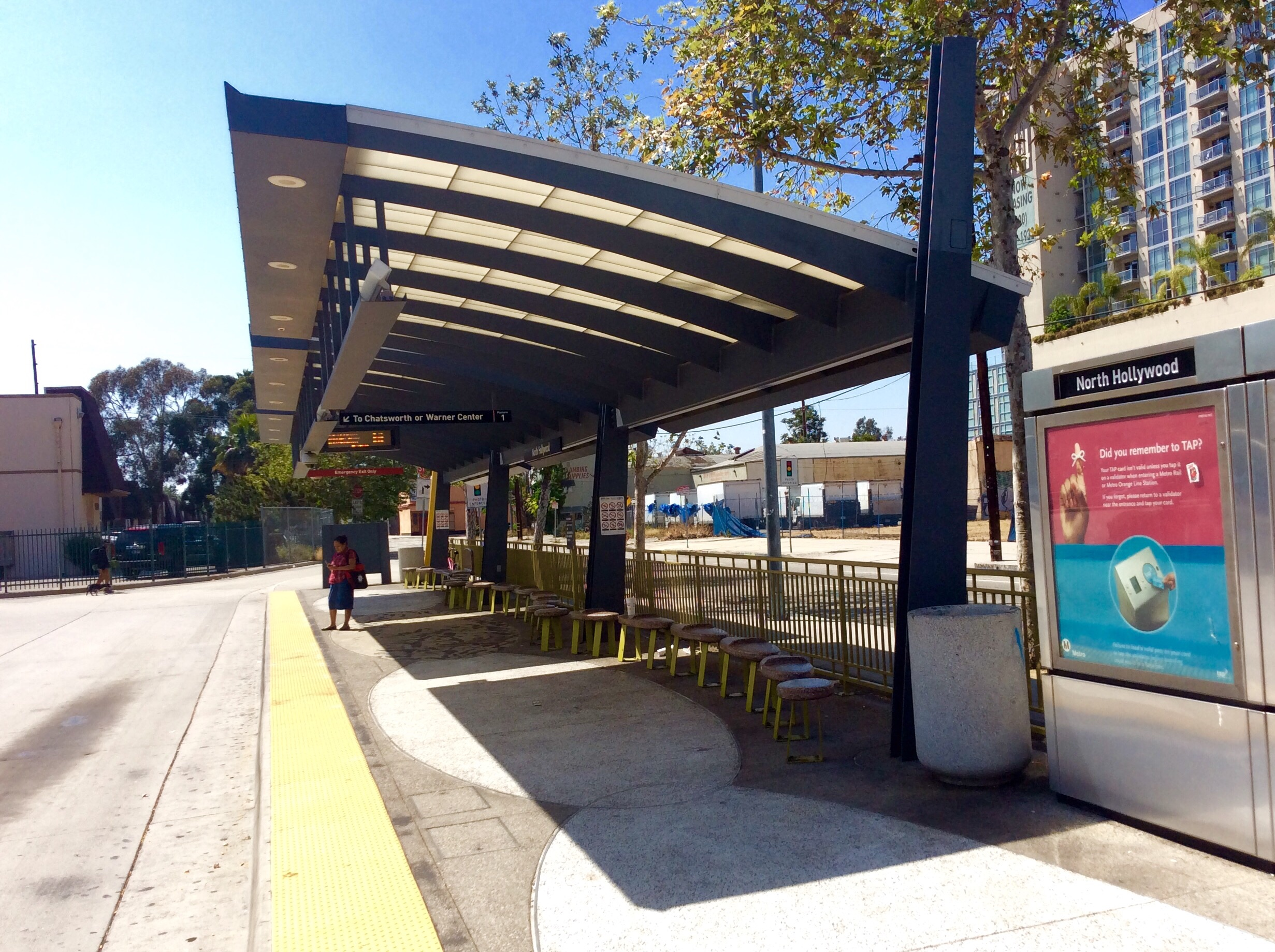
주황선 승강장